# (79978) 1999 CC158
(79978) 1999 CC158, também escrito como (79978) 1999 CC158, é um objeto transnetuniano que está localizado no cinturão de Kuiper, uma região do Sistema Solar. Este corpo celeste está em uma ressonância orbital de 05:12 com Netuno. Ele possui uma magnitude absoluta de 5,8 e tem um diâmetro estimado com cerca de 304 km. O astrônomo Mike Brown lista este corpo celeste em sua página na internet como um candidato a possível planeta anão.

## Descoberta
(79978) 1999 CC158 foi descoberto no dia 15 de fevereiro de 1999 pelos astrônomos D. C. Jewitt, C. A. Trujillo, J. X. Luu e S. S. Sheppard através do Observatório de Mauna Kea, Havaí.

## Órbita
A órbita de (79978) 1999 CC158 tem uma excentricidade de 0,278 e possui um semieixo maior de 54,309 UA. O seu periélio leva o mesmo a uma distância de 39,197 UA em relação ao Sol e seu afélio a 69,422 UA.